# Großsteingrab Spier
Das Großsteingrab Spier war eine megalithische Grabanlage der jungsteinzeitlichen Westgruppe der Trichterbecherkultur in Spier, einem Ortsteil von Midden-Drenthe in der niederländischen Provinz Drenthe. Seine Überreste wurden 1921 entdeckt. Es trägt die Van-Giffen-Nummer D54a.

## Lage
Das Grab befand sich etwa 1 km südöstlich von Spier.

## Forschungsgeschichte
Die Überreste des Grabes wurden 1921 von W. Beyerinck entdeckt, der im gleichen Jahr sowie 1923 Grabungen durchführte. 1949 wurde die Anlage von Albert Egges van Giffen vollständig ausgegraben.

## Beschreibung
Von dem Grab war bei seiner Entdeckung nur noch eine ovale Grube von 10 m Länge und 4 m Breite übrig. Es konnten noch fünf größere und mehrere kleinere Steine festgestellt werden. Die Untersuchung ergab, dass die Grabkammer nordost-südwestlich orientiert war und eine Länge von etwa 8 m besessen hatte. Aufgrund dieser Maße dürfte es sich wie bei fast allen Großsteingräbern der Niederlande um ein Ganggrab gehandelt haben. Die Kammer besaß ursprünglich vermutlich vier Wandsteinpaare an den Langseiten und je einen Abschlussstein an den Schmalseiten. Reste eines Gangs konnten nicht identifiziert werden. Die Hügelschüttung war rund und hatte einen Durchmesser von etwa 16 m. Außerhalb der Kammer, am vermuteten Zugang wurden an fünf Stellen Funde geborgen, die aus Nachbestattungen oder rituellen Niederlegungen stammen.

## Funde

### Bestattungen
Aus dem Grab stammen Reste von Leichenbrand. Die geborgene Menge betrug 406 g. Die Knochen gehörten zu einem Individuum, bei dem es sich wohl um einen Mann handelte, der im Erwachsenenalter verstorben war.

### Beigaben
Aus dem Grab konnten über 4200 Keramikscherben der Trichterbecherkultur geborgen werden. Eine Besonderheit stellen 18 Fragmente von Backtellern dar, die sonst aus keinem anderen Großsteingrab in den Niederlanden bekannt sind. Die Keramik datiert in die Stufen 2–7 des von Anna Brindley aufgestellten typologischen Systems der Trichterbecher-Westgruppe. Dies entspricht dem Zeitraum 3470–2760 v. Chr. Weitere Keramikfunde stammen aus dem Endneolithikum und lassen sich der Einzelgrabkultur und der Glockenbecherkultur zuordnen.
Im Grab wurden auch geringe Reste von verbrannten Tierknochen gefunden. Die geborgene Menge betrug nur 4 g. Ob es sich um Reste von Werkzeugen oder von Speiseopfern handelte, ließ sich nicht mehr feststellen.